# Nístějka (hrad)
Nístějka je zřícenina hradu na ostrožně nad soutokem řeky Jizery a Farského potoka a naproti silnici I/14, na území stejnojmenné přírodní památky. Přístupná je po žluté turistické značce od Vysokého nad Jizerou. Zbytky hradu jsou chráněny jako kulturní památka.

## Historie
Předpokládá se, že hrad vznikl v první polovině čtrnáctého století, ale o jeho počátcích se nedochovaly žádné písemné prameny. V tom případě by jeho stavitelem byl zřejmě Heník z Valdštejna, jenž se od roku 1369 po něm i psal. Z téhož roku pochází první písemná zmínka o hradu. Funkcí hradu bylo patrně střežit zemskou cestu v údolí Jizery. Pro rozvětvenost Valdštejnů a nedostatku písemných pramenů jde jen těžko určit, kdo ve které době hrad vlastnil. Jisté je, že v roce 1399 se po Nístějce psal Hynek z Valdštejna a v roce 1406 Jindřich. Ovšem už v následujícím roce zde měl sídlo Jindřich z Vartenberka, jenž už v roce 1404 získal hrad Valdštejn. V roce 1422 je pak Nístějka v držení pánů z Jenštejna, resp. Václava z Jenštejna a po něm Mikuláše z Jenštejna. Ten roku 1459 umírá a další události byly pro nedostatek písemných pramenů neznámé, takže následující dění poodhalil až výzkum vedený v roce 1958 Severočeským muzeem v Liberci.
Během výzkumu, který se zaměřil především na areál hradního paláce, bylo odkryto celkem osm nálezových vrstev, přičemž vlastní palác měl mít dvě až tři patra. V těchto vrstvách se nacházely kachle s ornamenty a drobné železné předměty (především hřeby a skoby). Složení vrstev a především jejich sled pak vedl vedoucího výzkumu archeologa Jaroslava Kavana k závěru, že za zánikem hradu pravděpodobně stál ve druhé polovině 15. století požár, při kterém došlo ke zřícení všech podlaží paláce.
Dobu zániku pak podporuje i písemná zmínka z roku 1519, kdy je Nístějka uváděna již jako pustá. Už v roce 1492 je navíc uváděn bývalý rožmberský úředník Racek Cukr z Tamfeldu a to jako „pán dědičný na Navarově a zboží nístějském“. Protože zde chybí zmínka o hradu (nahrazen zbožím), dá se usuzovat, že Nístějka v té době již nestála. Pouze v rovině spekulací zatím zůstává možnost, že požár stál za nenadálou smrtí Mikuláše z Jenštejna.

## Stavební podoba
Hrad stával na úzkém skalním ostrohu a přístup k němu chránil šíjový příkop, nad nímž se dochoval nepatrný fragment čelní hradby. Za ní se nachází nejvyšší místo dispozice, které zaujal okrouhlý bergfrit. Za věží stávala patrně dřevěná zástavba nejasné podoby, o níž svědčí drobné terénní relikty a stopy přitesané skály.
Vstup do hradního jádra vedl ze skály přes další úzký příkop. Možnost případného průchodu podél skály blokovala příčná, jen v malém zlomku dochovaná, hradba. Za příkopem bývalo malé nepravidelné nádvoří se vstupem do zahloubeného přízemí paláce a do skály vysekaný lahvovitý objekt, který mohl sloužit jako cisterna nebo zásobní jáma na obilí. Dominantou jádra býval dvouprostorový obdélný palác opatřený dvěma pilíři. Interiér paláce byl plochostropý a ve vyšších úrovních pouze jednoprostorový. K jeho vytápění sloužila kachlová kamna.